# Fighting Spirit magazine
FSM (Fighting Spirit Magazine) est un magazine sur la catch et les sports de combat publié au Royaume-Uni par Uncooked Media. Ce magazine a été lancé le 13 avril 2006, avec des interviews de catcheurs et des retours sur les combats écoulés.
Le fondateur, James Denton, est professionnel des arts martiaux et un entraîneur de catch professionnel. Le magazine emploie des catcheurs comme Lance Storm et Dan Severn, MMA fighters (Severn), auteurs (Bryan Alvarez, Scott Keith, RD Reynolds, Luke Dormehl), expert (Bill Apter).

## FSM Year-End Awards
Les FSM Awards sont des récompenses décernées par FSM. Il existe plusieurs catégories, comme Miracle Violence Connection Award (meilleure équipe), LL Cool J Award (meilleur comeback) et Kent Walton Award (meilleur annonceur).

### FSM 50
Lors de la 100e édition en 2013, le magazine publie un classement des 100 meilleurs catcheurs des sept dernières années (depuis la création du magazine). Daniel Bryan a été élu meilleur catcheur de ce classement[réf. nécessaire].
Depuis 2014, le magazine publie le FSM 50, le classement des 50 meilleurs catcheurs de l'année. Le magazine prend en compte l'activité des catcheurs entre le mois de novembre de l'année précédente et le mois de novembre de l'année suivante (année correspondant au classement) pour élaborer leur classement. Ce dernier a la particularité de contenir plusieurs catcheuses, des équipes, ainsi que quelques catcheurs issus du circuit indépendant britannique.